# Zofia Sokołowicz
Zofia Sokołowicz – polska zootechnik, dr hab., profesor Instytutu Technologii Żywności i Żywienia Kolegium Nauk Przyrodniczych Uniwersytetu Rzeszowskiego.

## Życiorys
16 listopada 1994 obroniła pracę doktorską Wpływ stresu termicznego na wskaźniki fizjologiczne, etologiczne i produkcyjne kurcząt brojlerów, następnie uzyskała stopień doktora habilitowanego. 25 kwietnia 2022 uzyskała tytuł profesora nauk rolniczych. Została zatrudniona na stanowisku profesora nadzwyczajnego i kierownika w Katedrze Produkcji Zwierzęcej i Oceny Produktów Drobiarskich na Wydziale Biologicznym i Rolniczym Uniwersytetu Rzeszowskiego.
Jest członkiem Komitetu Nauk Zootechnicznych i Akwakultury PAN, oraz Komitetu Nauk Zootechnicznych i Akwakultury; Komisja Dobrostanu Zwierząt i Jakości Produktów Polskiej Akademii Nauk.
Była członkiem prezydium Komitetu Nauk Zootechnicznych i Akwakultury PAN.
Awansowała na stanowisko profesora w Instytucie Technologii Żywności i Żywienia Kolegium Nauk Przyrodniczych Uniwersytetu Rzeszowskiego.